# Alphonso Davies
Alphonso Boyle „Phonzie“ Davies (* 2. November 2000 in Buduburam, Ghana) ist ein kanadisch-liberianischer Fußballspieler. Er spielt seit Januar 2019 für den FC Bayern München. Davies, der eigentlich gelernter Flügelstürmer ist, spielt dort hauptsächlich auf der Position des Linksverteidigers. Er spielte bis Ende Oktober 2018 bei den Vancouver Whitecaps und wurde dort im September 2016 im Alter von 15 Jahren zum ersten Spieler in der Major League Soccer, der in den 2000er-Jahren geboren wurde.
Im Juni 2017 debütierte der 16-jährige Davies kurz nach seiner Einbürgerung für die kanadische Nationalmannschaft. Mit ihr nahm er bisher an einer Weltmeisterschaft (2022), zwei CONCACAF Gold Cups (2017, 2019) und einer Copa América (2024) teil.

## Herkunft und Familie
Seine Eltern lebten vor seiner Geburt in der liberianischen Hauptstadt Monrovia. Sie flohen aufgrund des zweiten liberianischen Bürgerkriegs über die Elfenbeinküste nach Ghana, wo Alphonso am 2. November 2000 im Flüchtlingslager Buduburam zur Welt kam. 2006, als Davies fünf Jahre alt war, kam die Familie über ein Resettlement-Programm nach Kanada. Dort lebten sie zunächst in Windsor, Ontario, später in Edmonton, Alberta. Davies musste schon früh zum Familieneinkommen beitragen und bei der Betreuung seiner beiden jüngeren Geschwister helfen. Im Juni 2017 erhielt der 16-jährige Davies, der bisher als liberianischer Staatsbürger eine unbefristete Aufenthaltsgenehmigung (Permanent Resident) besessen hatte, nach Bestehen des Einbürgerungstests die kanadische Staatsbürgerschaft. Von 2017 bis 2022 war er mit der kanadischen Nationalspielerin Jordyn Huitema liiert.

## Karriere

### Im Verein

#### Anfänge in Edmonton
Davies begann in Edmonton in verschiedenen Jugendvereinen mit dem Fußballspielen. So spielte er bei den Edmonton Internationals sowie den Edmonton Strikers. Unter dem Ex-Profi Ante Jazić wurde der seinerzeit noch 13-Jährige im Oktober 2014 in einem Jugendcamp der kanadischen U15-Junioren trainiert.
Im darauffolgenden Jahr bekam er Angebote von den Vancouver Whitecaps aus der MLS und dem FC Edmonton aus der NASL. Davies entschied sich für die Whitecaps und zog dafür nach Burnaby. In der Saison 2015/16 kam er dabei in zwölf Spielen der U16-Akademiemannschaft zum Einsatz und erzielte dabei sechs Tore. Weitere drei Tore erzielte er in vier Meisterschaftsspielen der U18-Mannschaft von Vancouver.

#### Erster Profivertrag mit 15 Jahren
Nachdem er die Saisonvorbereitung bei den Profis absolviert hatte, wurde ihm sein erster Profivertrag bei den Vancouver Whitecaps 2, der zweiten Mannschaft des MLS-Franchises, welche in der drittklassigen nordamerikanischen United Soccer League (USL) antritt, angeboten. Am 23. Februar 2016 unterzeichnete er diesen und wurde mit 15 Jahren und drei Monaten der jüngste Spieler, der je einen Profivertrag in der USL unterzeichnet hat. Den Saisonauftakt verpasste er aufgrund einer Berufung ins Trainingslager der U20-Nationalmannschaft. Am 3. April 2016 debütierte er unter Trainer Alan Koch im Alter von 15 Jahren, fünf Monaten und einem Tag am zweiten Spieltag der United Soccer League, als er bei einem 3:1-Sieg bei den Portland Timbers 2 in der Startelf stand. Daraufhin folgten regelmäßige Einsätze in der USL.
Am 15. Mai 2016, beim 4:3-Sieg im Heimspiel gegen LA Galaxy II, erzielte er sein erstes Pflichtspieltor, welches ihn zum jüngsten Torschützen in der Geschichte der USL machte. Für das MLS-Franchise Vancouver Whitecaps gab er am 1. Juni 2016 sein Debüt im Halbfinalhinspiel der Canadian Championship 2016 gegen Ottawa Fury. Er wurde in der 72. Spielminute für Ben McKendry eingewechselt. Auch beim Rückspiel und den beiden Finalspielen gegen den Toronto FC kam Davies zum Einsatz, in zwei der drei Spiele stand er in der Startformation. Toronto gewann aufgrund der Auswärtstorregel das Finale. Für dieses Turnier hatte er einen Vertrag mit kurzer Laufdauer beim MLS-Franchise unterschrieben.
Am 15. Juli 2016 unterschrieb er einen bis 2018 datierten Vertrag mit der Option auf die Spieljahre 2019 und 2020. Zu diesem Zeitpunkt war er der siebte homegrown player der Whitecaps und zudem der erste Whitecaps-FC-2-Spieler, dem der Sprung in die erste Mannschaft gelang. Bei seinem Debüt in der Canadian Championship war er zudem der jüngste Spieler, der jemals in einem Pflichtspiel der Whitecaps zum Einsatz kam. Er ist der drittjüngste Spieler in der Geschichte der Liga, der einen Vertrag bei einem Franchise unterzeichnet hat.

#### Durchbruch bei den Vancouver Whitecaps
Einen Tag später debütierte Alphonso Davies beim 2:2-Unentschieden im Heimspiel gegen Orlando City in der ersten nordamerikanischen Fußballliga, als er von Trainer Carl Robinson in der 77. Minute für Nicolás Mezquida eingewechselt wurde. Dies machte ihn nach Freddy Adu zum zweitjüngsten Spieler, der in der Major League Soccer eingesetzt wurde. Er war zudem der Erste in den 2000er Jahren geborene Fußballspieler in der MLS. Nachdem er in der Folgezeit wieder in der zweiten Mannschaft aktiv gewesen war, kehrte er Anfang August in den MLS-Kader zurück und saß fortan regelmäßig für Vancouver auf der Ersatzbank und kam so zu Kurzeinsätzen, spielte aber auch teilweise weiter in der zweiten Mannschaft.
Am 13. September 2016 spielte er von Beginn an gegen Sporting Kansas City. Beim 2:1-Auswärtssieg wurde er nach einem Tor und einer Vorlage zum Spieler des Spiels ernannt. Insgesamt kam Davies in der MLS-Saison 2016 zu acht Einsätzen. In der Saison 2017 kam er zu 26 Einsätzen, davon neun in der Startelf. Während der Saison 2017 wurde er von dem Fußballstatistikunternehmen Goalimpact zum größten Talent im Weltfußball gekürt. Der endgültige Durchbruch gelang Davies in der Saison 2018. Er kam zu 31 MLS-Einsätzen, davon 27 in der Startelf, in denen er acht Treffer erzielte.

#### Wechsel zum FC Bayern München

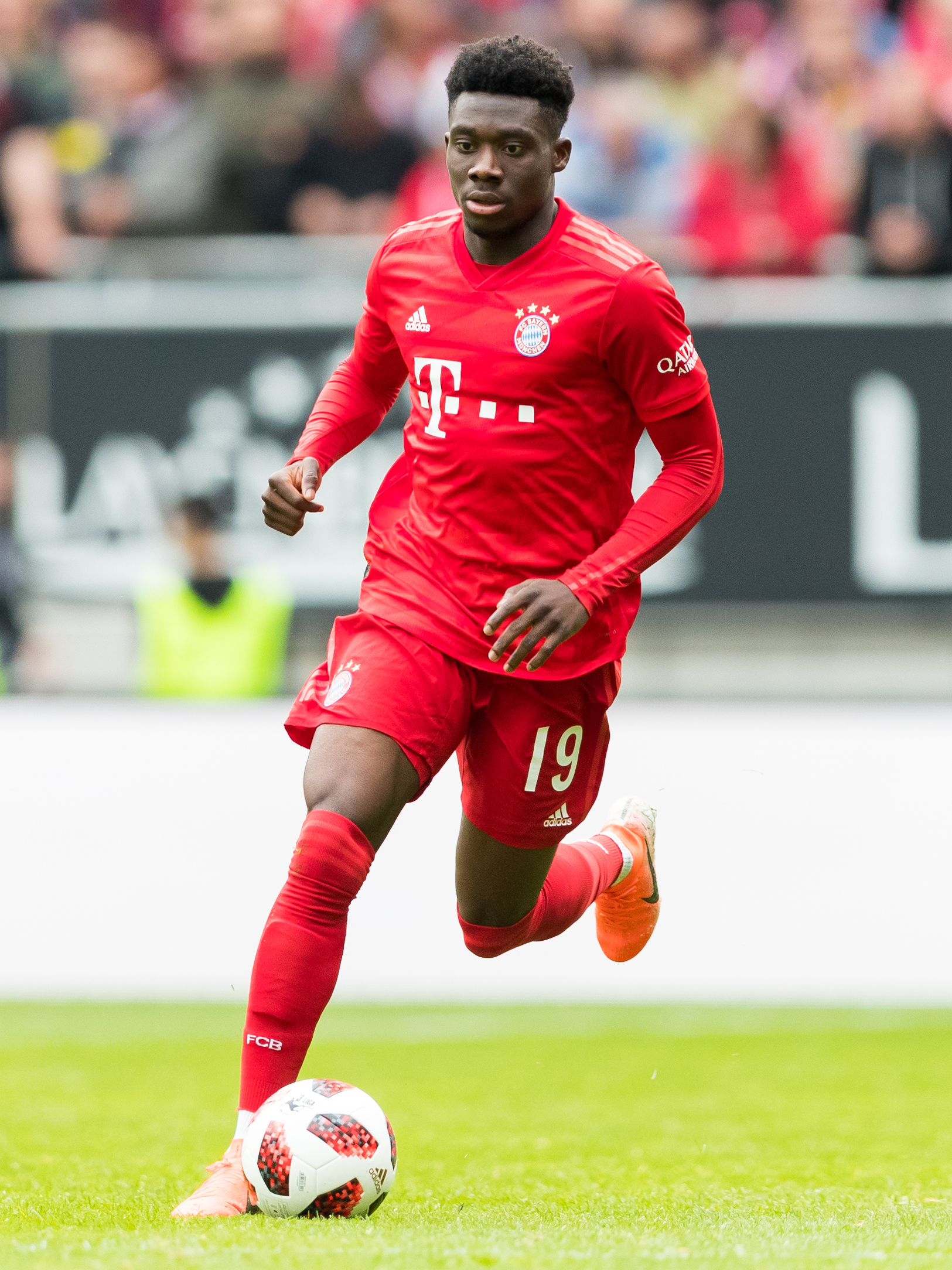
Davies im Trikot des FC Bayern München (2019)

Ende Juli 2018 wurde der Wechsel von Davies zum FC Bayern München zum 1. Januar 2019 bekannt. Er unterschrieb einen Vertrag mit einer Laufzeit bis zum 30. Juni 2023. Die Ablösesumme, die inklusive Bonuszahlungen mehr als 22 Millionen US-Dollar (zum Zeitpunkt der Bekanntgabe am 25. Juli 2018 rund 18,8 Millionen Euro) betragen kann, stellte die bis dahin höchste Ablösesumme dar, die je von einem MLS-Franchise eingenommen wurde. Da die Vancouver Whitecaps die Play-offs nicht erreichten, war für Davies die Saison mit dem letzten Spieltag der Regular Season am 28. Oktober 2018 beendet. Am 21. November 2018 stieß Davies zum Kader des FC Bayern München und stieg ins Mannschaftstraining ein. Ab Öffnung des Transferfensters am 1. Januar 2019 war er spielberechtigt. Bis zum Ende der Saison 2018/19 wurde Davies unter dem Cheftrainer Niko Kovač sechsmal in der Bundesliga eingewechselt, wobei er ein Tor erzielte. Am Saisonende wurde er mit dem FC Bayern deutscher Meister und Pokalsieger, wobei er im Pokalfinale jedoch nicht zum Einsatz kam. Daneben spielte Davies dreimal in der zweiten Mannschaft des FCB in der viertklassigen Regionalliga Bayern, mit der er in die 3. Liga aufstieg.
Zum Beginn der Saison 2019/20 war Davies zunächst wieder Reservist und kam neben einigen Einwechslungen bei den Profis dreimal für die zweite Mannschaft in der 3. Liga zum Einsatz. Aufgrund verletzungsbedingter Ausfälle musste der etatmäßige Linksverteidiger David Alaba im Laufe der Hinrunde in die Innenverteidigung rücken. Davies ersetzte Alaba daraufhin ab dem 9. Spieltag auf der Linksverteidigerposition und konnte sich insbesondere unter dem neuen Cheftrainer Hansi Flick als Stammspieler etablieren. Bis zum Ende der Hinrunde absolvierte er fortan alle Spiele über die komplette Spielzeit. Ende November 2019 wurde Davies bei der Wahl zum Golden Boy für den besten U21-Spieler des Jahres 2019 in Europa mit einer Stimme auf den 18. Platz gewählt. In der Winterpause wurde er in der Rangliste des deutschen Fußballs vom Kicker mit neun weiteren Spielern im weiteren Kreis auf der Außenbahn defensiv geführt, während es kein Spieler in die Weltklasse und Internationale Klasse schaffte.
Am 23. August 2020 gewann er als Stammspieler mit Bayern München im Finale gegen Paris Saint-Germain die UEFA Champions League. Durch den Gewinn der deutschen Meisterschaft und den Pokalsieg holte er mit dem FC Bayern das Triple. Im Dezember 2020 wurde Davies in die FIFA-Weltelf des Jahres berufen.
Am 8. Mai 2024 erzielte Davies im Halbfinale der Champions League im Rückspiel gegen Real Madrid den Führungstreffer des FC Bayern, der jedoch eine 1:2-Niederlage sowie das Aus im Halbfinale nicht verhindern konnte. In der Saison 2024/25 kam er bewerbsübergreifend für Bayern München zu 31 Einsätzen und erzielte dabei sechs Scorerpunkte, ehe er sich Ende März in der Länderspielpause einen Kreuzbandriss zuzog und für mehrere Monate ausfiel.
Sein Vertrag beim FC Bayern läuft bis zum 30. Juni 2030.

### In der Nationalmannschaft

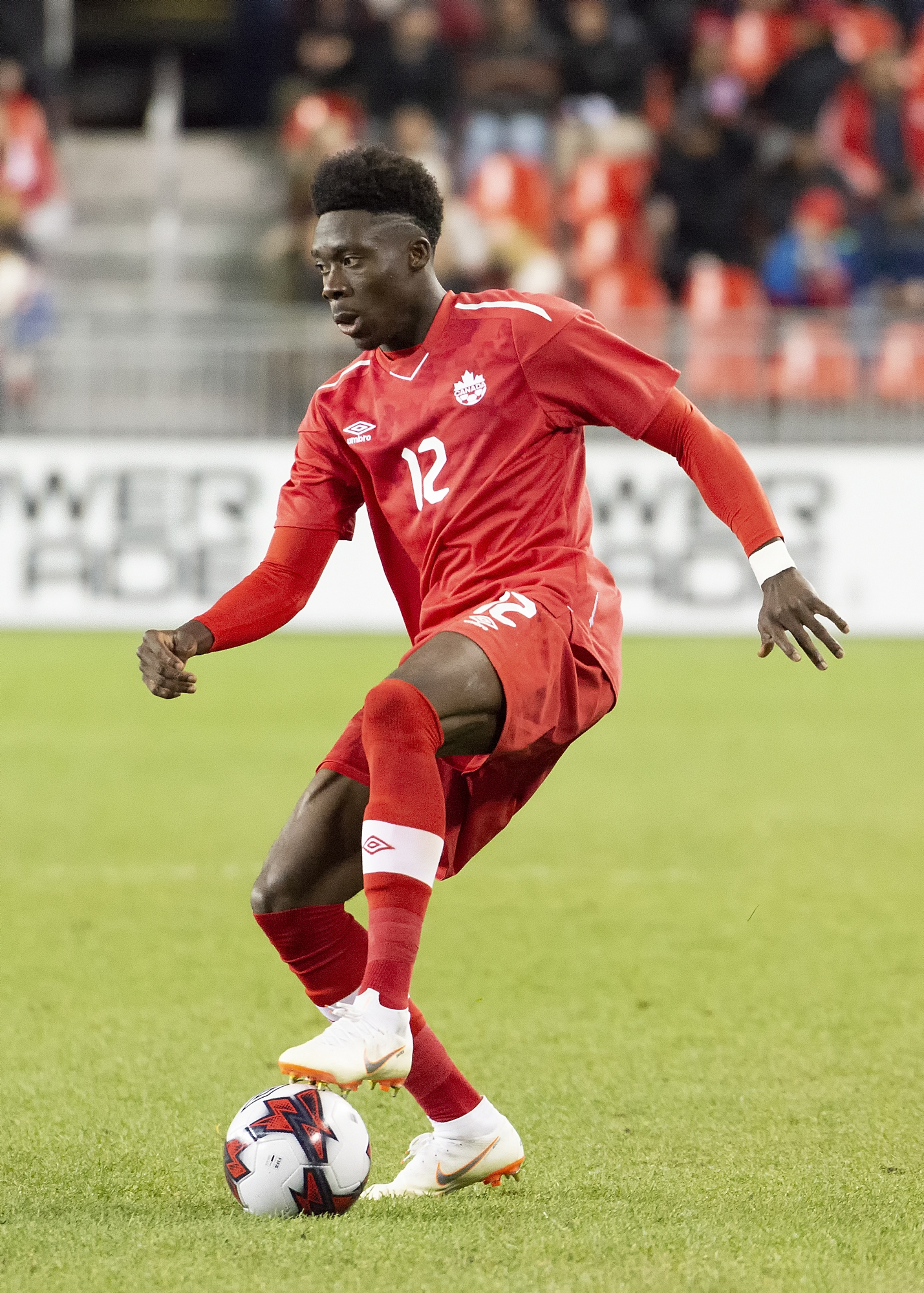
Davies bei einem Länderspiel der Kanadischen Fußballnationalmannschaft (2018)

Im Herbst 2015 wurde der damals 14-jährige als jüngster Spieler von Trainer Rob Gale in ein Trainingslager der U18-Nationalmannschaft Kanadas berufen. Zu diesem Zeitpunkt war er jedoch lediglich für den liberianischen Fußballverband in Pflichtspielen spielberechtigt.
Im Juni 2017 erhielt Davies im Rahmen der Canadian Citizenship Ceremony den kanadischen Pass, der zu seinem Debüt für die kanadische Nationalmannschaft verhalf: Mit gerade einmal 16 Jahren wurde er am 13. Juni 2017 bei einem 2:1 gegen Curaçao eingewechselt. Nur wenige Wochen später nahm er mit der Nationalmannschaft am Gold Cup teil, der Kontinentalmeisterschaft für Nord- und Mittelamerika. Das Turnier fand in den USA statt und Davies erzielte gleich im ersten Spiel seiner Mannschaft zwei Tore beim 4:2-Sieg gegen Französisch-Guyana. Im darauf folgenden Gruppenspiel gegen Costa Rica erzielte er den Führungstreffer, das Spiel endete 1:1. Im letzten Gruppenspiel, einem 0:0 gegen Honduras, kam er nur zu einem Kurzeinsatz als Einwechselspieler. Die fünf Punkte reichten den Kanadiern, um das Viertelfinale zu erreichen. Davies spielte dort von Beginn an, konnte die 1:2-Niederlage gegen Jamaika und somit das Ausscheiden aus dem Wettbewerb jedoch nicht verhindern. Dennoch wurde Davies durch seine drei erzielten Tore zusammen mit Jordan Morris und Kévin Parsemain Torschützenkönig des Wettbewerbs.
Da die kanadische Nationalmannschaft sich bereits 2016 aus der Qualifikation für die Weltmeisterschaft 2018 in Russland verabschiedet hatte, bestritt Davies erst wieder im Jahr 2019 ein bedeutendes Turnier. Wiederum war es der Gold Cup, der diesmal länderübergreifend in den USA, Costa Rica und Jamaika ausgetragen wurde. Die Kanadier überstanden die Vorrunde, schieden jedoch wie zwei Jahre zuvor erneut im Viertelfinale aus, diesmal gegen Haiti mit einer 2:3-(2:0)-Niederlage. Davies war in allen vier Spielen seines Teams von Beginn an zum Einsatz gekommen, bereitete im Turnierverlauf drei Tore vor, traf jedoch nicht selbst ins Netz.
Ab Ende November 2022 nahm Davies mit der Nationalmannschaft an der Weltmeisterschaft 2022 in Katar teil. Für die Kanadier war es nach 1986 erst die zweite WM-Teilnahme. Nachdem er im ersten Gruppenspiel bei einer 0:1-Niederlage gegen Belgien einen Elfmeter verschossen hatte, erzielte er im zweiten Spiel bei einer 1:4-Niederlage gegen Kroatien mit dem zwischenzeitlichen Führungstreffer das erste WM-Tor Kanadas.

## Erfolge

### Vereinstitel
International
- Champions-League-Sieger: 2020
- UEFA-Super-Cup-Sieger: 2020
- Klub-Weltmeister: 2020

Deutschland
- Meister (6): 2019, 2020, 2021, 2022, 2023, 2025
- Pokalsieger: 2020
- Supercupsieger (3): 2020, 2021, 2022
- Drittligameister: 2020
- Aufstieg in die 3. Liga: 2019
- Meister der Regionalliga Bayern: 2019

### Persönliche Auszeichnungen
- Kanadas Sportler des Jahres: 2020
- Kanadas Fußballer des Jahres: 2018, 2020, 2021, 2022
- FIFA FIFPro World XI: 2020
- IFFHS Bester Spieler der CONCACAF: 2020
- Bundesliga Rookie Award des Monats: Mai 2020
- Bundesliga Rookie Award der Saison: 2019/20
- Spieler des Monats der Fußball-Bundesliga: November 2021
- VDV-Newcomer der Saison: 2019/20
- Wahl in die VDV 11: 2019/20, 2020/21, 2022/23
- Kicker: Durchstarter der Saison 2019/20[34]
- Kanadischer U17-Spieler des Jahres: 2016, 2017
- CONCACAF-Spieler des Jahres: 2021[35], 2022[36]
- Torschützenkönig des CONCACAF Gold Cups: 2017

### Sonstiges
Am 24. März 2021 wurde Davies zum UNHCR-Sonderbotschafter ernannt und ist weltweit der erste Fußballprofi, dem diese Ernennung zuteilwurde.